# Tép riu
Tép riu (Danh pháp khoa học: Caridina flavilineata) là một loài tép, thuộc chi Caridina phân bộ Pleocyemata, bộ Giáp xác mười chân. Đây là một loài tép phổ biến ở các đồng ruộng ở Việt Nam, thuật ngữ tép riu rất phổ biến dùng để chỉ về loại người hay hạng người hèn kém, nhỏ bé, coi như không đáng kể, không ra gì với hàm nghĩa coi khinh và người ta dùng những từ "tép riu" để chỉ thứ quá nhỏ bé, chẳng có gì đáng chú ý, quan tâm, chẳng có giá trị, như lũ tép riu, mớ tép riu,cóc ké.

## Tên gọi
Tép riu được biết đến với nhiều tên gọi khác nhau. Tên gọi của tép riu đa dạng tùy thuộc vào từng địa phương cũng như đặc điểm của tép bao gồm: 
- Tép đồng do phân bố nhiều ở các đồng ruộng. Tép mồi do được dùng làm thực phẩm cho các loài cá săn mồi.
- Tép gạo, tép ngô (ở các địa phương Hải Dương, Nam Định, Thái Bình, Thanh Hóa và một vài nơi ở miền Trung...).
- Tép muỗi, tép mòng, tép rong (thông dụng hơn ở miền Nam).

## Đặc điểm
Tép riu có kích thước nhỏ khoảng 30–50 mm, cỡ lớn nhất có chiều dài 3 – 5 cm, tép riu có màu xanh nhạt hoặc trắng, trong suốt, vị ngọt thơm những con tép còn sống có màu xanh, Con tép riu nhỏ xíu, thân nhỏ, vỏ mỏng tang mềm mại. Chúng là tép loại nhỏ, chuyên sống bám trong rong rêu, sống ở môi trường nước ngọt như ao, mương, ruộng lúa. Tép riu có phân bố rộng, sống được 200-210 ngày, tép cái sinh sản 3 lần trong đời. Chúng đồng quê, không ai nuôi thả, chúng sinh sôi nảy nở tự nhiên.

## Ẩm thực
Chúng là một trong những món ăn dân dã là thực phẩm bình dân, được dùng khi còn tươi như rang xóc muối với mỡ nước, có thể thêm khế, lá chanh, chúng cũng được phơi khô hoặc dùng làm mắm tép. Một số món có thể kể đến như món tép riu rang khế, Tép riu rang là món dễ làm. Ngoài ra có mắm tép Đình Trung (Hà Yên, Hà Trung, Thanh Hóa) là loại màu tép có màu sắc, mùi vị đặc biệt vì nó được làm nguyên chất từ loại tép riu chỉ có ở vùng nước nhiều rong, rêu. người dân ở Hà Yên (Hà Trung, Thanh Hóa) đã gắn bó với nghề đánh tép riu trên các con sông Hoạt, sông Tam Điệp và các con kênh, đây là nguyên liệu chính làm nước mắm tiến vua